# Piano (Costa Volpino)
Piano [ˈpjaːno] (Pià [ˈpja] in dialetto bergamasco) è una frazione del comune di Costa Volpino, nella bassa Val Camonica, provincia di Bergamo.

## Geografia fisica

### Territorio
Piano sorge su una piana alluvionale compresa tra il Fiume Oglio a ovest, i comuni di Pian Camuno e Pisogne a est e il Lago d'Iseo a sud (località Pizzo). Luogo storicamente poco abitato per via della difficoltà di collegamenti con le altre frazioni di Costa Volpino e per le continue alluvioni causate da straripamenti del fiume, dopo lavori di bonifica e la realizzazione del Ponte Barcotto, nel 1846 diviene centro della produzione agricola locale.

### Clima
Data la presenza del Lago d'Iseo Costa Volpino ha un clima temperato. Le precipitazioni medie annue si aggirano attorno ai 1200 mm. I venti sono caratterizzati dall'alternarsi di una corrente diurna detta, in dialetto bergamasco, l'Ora del làc, e di una notturna detta ol Vèt, le quali scorrono in senso opposto.

## Toponimo
La denominazione Piano deriva chiaramente dalla sua ubicazione su di una piana alluvionale. È infatti l'unica fra le sette frazioni di Costa Volpino a trovarsi su un territorio pianeggiante.

## Società

### Tradizioni e folclore
Gli scütüm sono nei dialetti camuni dei soprannomi o nomignoli indicanti i tratti caratteristici di una comunità. Quello che contraddistingue gli abitanti di Piano è Böli del Pià (i bulli del Piano), che si rifà all'ubicazione di confine di questa frazione, la quale consentiva un sicuro rifugio nel Seicento ai bulli forestieri che vessavano i contadini locali. Viene anche ricordato il soprannome di Cò de èrs.

## Economia

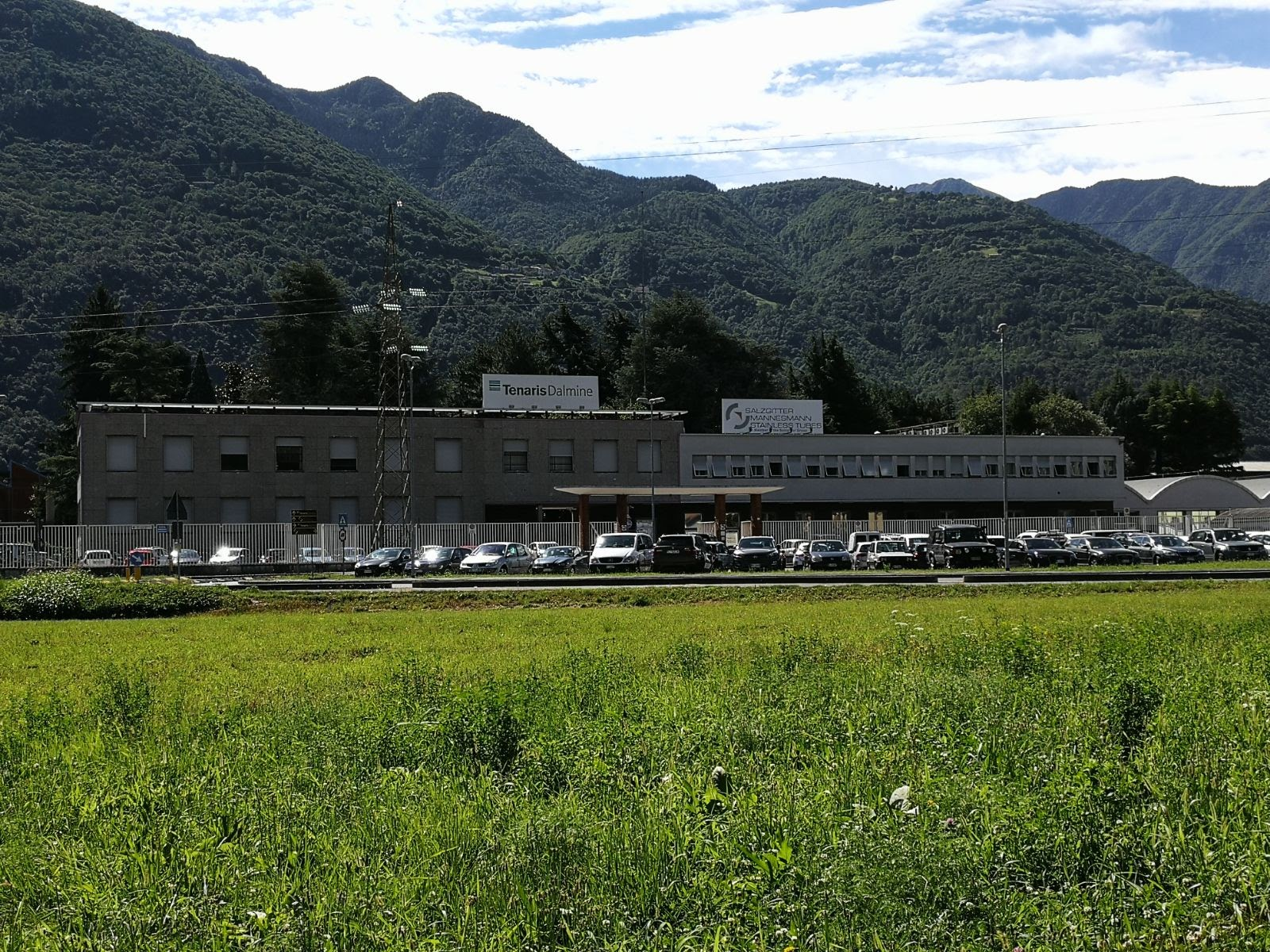
Lo stabilimento siderurgico della Tenaris Dalmine

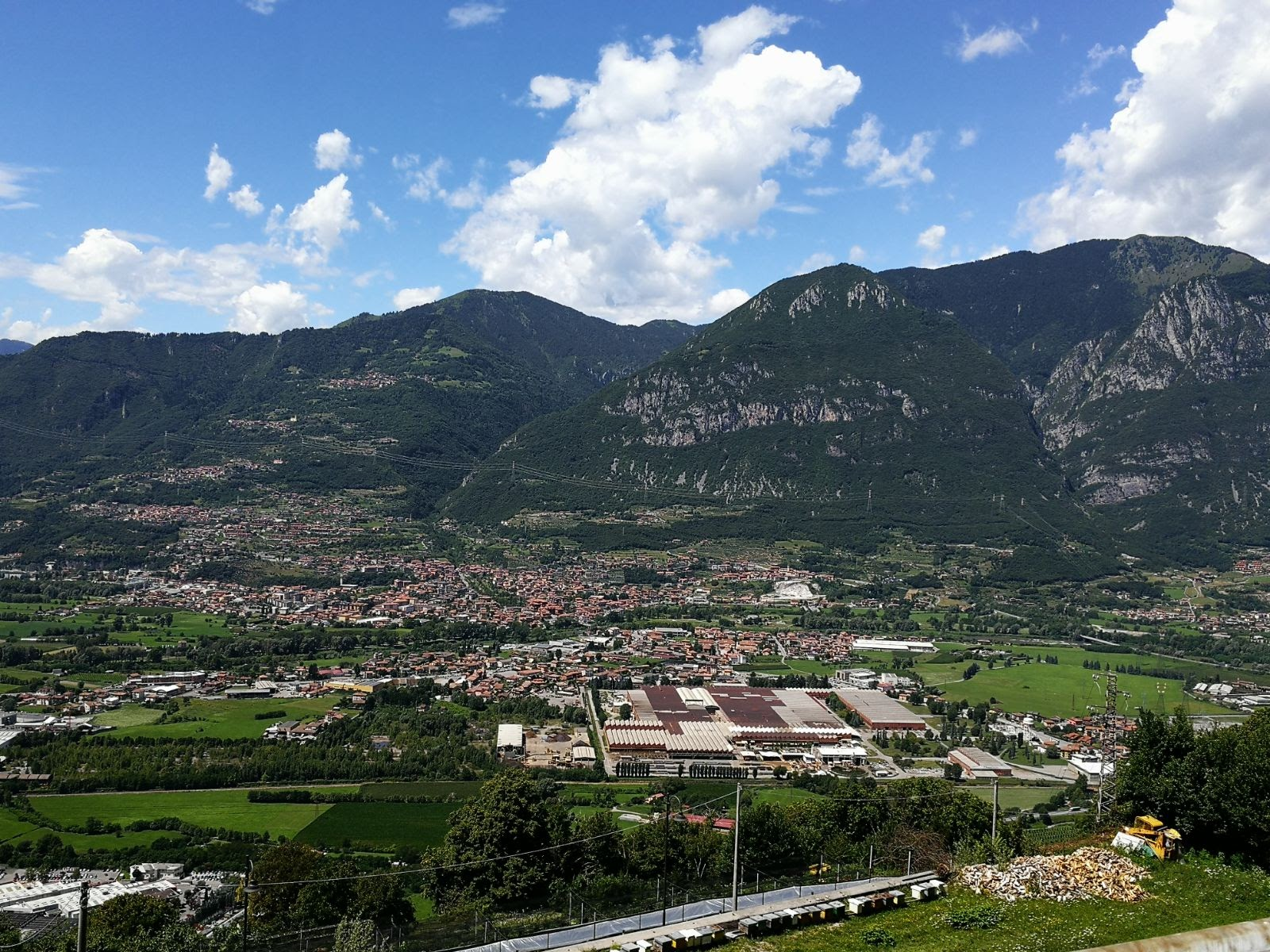
In basso il Piano con la Tenaris sulla destra. Sullo sfondo le altre frazioni di Costa Volpino

L'economia della zona nel corso degli anni è dipesa principalmente dalle varie aziende agricole dedite all'allevamento e all'agricoltura del mais e del frumento. queste attività sono state favorite dal territorio pianeggiante e dalla vicinanza del Fiume Oglio che ha permesso un facile approvvigionamento idrico per le coltivazioni. Nella zona sono ancora oggi presenti innumerevoli cascine e casolari, ormai soprattutto ruderi o di edifici riconvertiti ad altri usi.
Nel 1957 in prossimità della strada che porta a Gratacasolo è stato costruito uno stabilimento siderurgico, oggi di proprietà del gruppo Tenaris. L'importante richiesta di manodopera operaia ha permesso nella seconda metà del XX secolo l'importante sviluppo urbanistico della zona.
In località Pizzo, sulla sponda nord del Lago d'Iseo, è presente un piccolo porticciolo.